# Dysmilichia calamistrata
Dysmilichia calamistrata är en fjärilsart som beskrevs av Moore 1881. Dysmilichia calamistrata ingår i släktet Dysmilichia och familjen nattflyn. Inga underarter finns listade i Catalogue of Life.